# Уричанка (річка)
Урича́нка — річка в Україні, в межах Сколівського району Львівської області. Ліва притока Стрию (басейн Дністра).

## Опис
Довжина річки приблизно 9 км. Висота витоку над рівнем моря — 650 м, висота гирла — 423 м, падіння річки — 227 м, похил річки — 25,23 м/км. Формується з багатьох безіменних струмків.

## Розташування
Бере початок у лісовому масиві національного парку «Сколівські Бескиди», біля підніжжя вершини Вершище. Тече переважно на південний схід через села Урич та Підгородці. Біля південно-східної околиці села Підгородці падає в річку Стрий, праву притоку Дністра. 
Річку перетинає в багатьох місцях автомобільна дорога Т 1421.